# Cucullia opacographa
Cucullia opacographa är en fjärilsart som beskrevs av Ronkay 1986. Cucullia opacographa ingår i släktet Cucullia och familjen nattflyn. Inga underarter finns listade i Catalogue of Life.